# Alpineskiën op de Olympische Winterspelen 1976
Alpineskiën is een van de sporten die beoefend werden tijdens de Olympische Winterspelen 1976 in Innsbruck. Deze wedstrijden golden tevens als wereldkampioenschap.

## Heren

### Afdaling
| rang   | sporter(s)       | land | tijd    |
| ------ | ---------------- | ---- | ------- |
| Goud   | Franz Klammer    | AUT  | 1:45.73 |
| Zilver | Bernhard Russi   | SUI  | 1:46.06 |
| Brons  | Herbert Plank    | ITA  | 1:46.59 |
| 4      | Philippe Roux    | SUI  | 1:46.69 |
| 5      | Ken Read         | CAN  | 1:46.83 |
| 6      | Andy Mill        | USA  | 1:47.06 |
| 7      | Walter Tresch    | SUI  | 1:47.29 |
| 8      | David Irwin      | CAN  | 1:47.41 |
|        |                  |      |         |
| 42     | Didier Xhaet     | BEL  | 1:53.56 |
| 45     | Robert Blanchaer | BEL  | 1:54.30 |

### Reuzenslalom
| rang   | sporter(s)         | land | tijd    |
| ------ | ------------------ | ---- | ------- |
| Goud   | Heini Hemmi        | SUI  | 3:26.97 |
| Zilver | Ernst Good         | SUI  | 3:27.17 |
| Brons  | Ingemar Stenmark   | SWE  | 3:27.41 |
| 4      | Gustav Thöni       | ITA  | 3:27.67 |
| 5      | Phil Mahre         | USA  | 3:28.20 |
| 6      | Engelhard Pargätzi | SUI  | 3:28.76 |
| 7      | Fausto Radici      | ITA  | 3:30.09 |
| 8      | Franco Bieler      | ITA  | 3:30.24 |
|        |                    |      |         |
| 40     | Robert Blanchaer   | BEL  | 3:57.90 |
|        | Didier Xhaet       | BEL  | DNF     |

### Slalom
| rang   | sporter(s)           | land | tijd    |
| ------ | -------------------- | ---- | ------- |
| Goud   | Piero Gros           | ITA  | 2:03.29 |
| Zilver | Gustav Thöni         | ITA  | 2:03.73 |
| Brons  | Willi Frommelt       | LIE  | 2:04.28 |
| 4      | Walter Tresch        | SUI  | 2:05.26 |
| 5      | Christian Neureuther | FRG  | 2:06.56 |
| 6      | Wolfgang Junginger   | FRG  | 2:07.08 |
| 7      | Alois Morgenstern    | AUT  | 2:07.18 |
| 8      | Peter Lüscher        | SUI  | 2:08.10 |
|        |                      |      |         |
|        | Didier Xhaet         | BEL  | DNF     |
|        | Robert Blanchaer     | BEL  | DNF     |

## Dames

### Afdaling
| rang   | sporter(s)            | land | tijd    |
| ------ | --------------------- | ---- | ------- |
| Goud   | Rosi Mittermaier      | FRG  | 1:46.16 |
| Zilver | Brigitte Totschnig    | AUT  | 1:46.68 |
| Brons  | Cynthia Nelson        | USA  | 1:47.50 |
| 4      | Nicola-Andrea Spiess  | AUT  | 1:47.71 |
| 5      | Daniele Debernard     | FRA  | 1:48.48 |
| 6      | Jacqueline Rouvier    | FRA  | 1:48.58 |
| 7      | Bernadette Zurbriggen | SUI  | 1:48.62 |
| 8      | Marlies Oberholzer    | SUI  | 1:48.68 |

### Reuzenslalom
| rang   | sporter(s)         | land | tijd    |
| ------ | ------------------ | ---- | ------- |
| Goud   | Kathy Kreiner      | CAN  | 1:29.13 |
| Zilver | Rosi Mittermaier   | FRG  | 1:29.25 |
| Brons  | Daniele Debernard  | FRA  | 1:29.95 |
| 4      | Lisa-Marie Morerod | SUI  | 1:30.40 |
| 5      | Marie-Theres Nadig | SUI  | 1:30.44 |
| 6      | Monika Kaserer     | AUT  | 1:30.49 |
| 7      | Wilma Gatta        | ITA  | 1:30.51 |
| 8      | Evi Mittermaier    | FRG  | 1:30.64 |

### Slalom
| rang   | sporter(s)          | land | tijd    |
| ------ | ------------------- | ---- | ------- |
| Goud   | Rosi Mittermaier    | FRG  | 1:30.54 |
| Zilver | Claudia Giordani    | ITA  | 1:30.87 |
| Brons  | Hanni Wenzel        | LIE  | 1:32.20 |
| 4      | Daniele Debernard   | FRA  | 1:32.24 |
| 5      | Pamela Behr         | FRG  | 1:32.31 |
| 6      | Linda Cochran       | USA  | 1:33.24 |
| 7      | Christa Zechmeister | FRG  | 1:33.72 |
| 8      | Wanda Bieler        | ITA  | 1:35.66 |

## Medaillespiegel
| rang | land                     | goud | zilver | brons | totaal |
| ---- | ------------------------ | ---- | ------ | ----- | ------ |
| 1    | Bondsrepubliek Duitsland | 2    | 1      | 0     | 3      |
| 2    | Italië                   | 1    | 2      | 1     | 4      |
| 3    | Zwitserland              | 1    | 2      | 0     | 3      |
| 4    | Oostenrijk               | 1    | 1      | 0     | 2      |
| 5    | Canada                   | 1    | 0      | 0     | 1      |
| 6    | Liechtenstein            | 0    | 0      | 2     | 2      |
| 7    | Frankrijk                | 0    | 0      | 1     | 1      |
| 7    | Verenigde Staten         | 0    | 0      | 1     | 1      |
| 7    | Zweden                   | 0    | 0      | 1     | 1      |
|      |                          | 6    | 6      | 6     | 18     |